# 沃爾什冰川
沃爾什冰川（英語：Walsh Glacier）是南極洲的冰川，位於奧次地，處於威爾遜山中部，流經古德曼山南面，最終注入托米林冰川，美國地質調查局根據測量和該國海軍的空中照片繪入地圖，現時由南極條約體系管理。